# Wohn- und Wirtschaftsgebäude Findorffstraße 1
Das Wohn- und Wirtschaftsgebäude Findorffstraße 1 in der niedersächsischen Stadt Osterholz-Scharmbeck, Ortsteil Osterholz, stammt aus der Mitte des 18. Jahrhunderts. Aktuell (2025) wird es zum Wohnen genutzt.
Das Gebäude steht unter Denkmalschutz (siehe auch Liste der Baudenkmale in Osterholz-Scharmbeck).

## Geschichte und Beschreibung
Das eingeschossige giebelständige Wohn- und Wirtschaftsgebäude als Vierständer-Hallenhaus in Fachwerk mit Steinausfachungen, mit ziegelgedecktem Krüppelwalmdach, mit der Grooten Door, ersetzt durch eine neue gläserne Front, wurde 1757 für den Getreidehändler und auch Vorsteher der Gemeinde Carl Friedrich Böttyer (Inschrift) gebaut. Straßenseitig ragt der Giebel in Fachwerk mit Streben leicht vor und mittig befindet sich eine Ladeluke mit erhaltenem Kranaufzug mit Pferdeköpfen im First. Das Haus war seit 1879 im Familieneigentum der heutigen (2020) Familie Schirok.
Das Landesdenkmalamt befand u. a.: „… ortsgeschichtlicher, gebäudetypischer und straßenbildprägender Zeugniswert …“